# Commodore Barry Bridge
Il Commodore Barry Bridge (noto anche come Commodore John Barry Bridge o John Barry Bridge) è un ponte a sbalzo che attraversa il fiume Delaware da Chester in Pennsylvania a Bridgeport nel New Jersey negli USA. Prende il nome dall'eroe della guerra d'indipendenza americana John Barry.

## Descrizione
Insieme al Betsy Ross Bridge, al Benjamin Franklin Bridge e al Walt Whitman Bridge, il Commodore Barry Bridge è uno dei quattro ponti a pedaggio che collegano la regione metropolitana di Filadelfia con il New Jersey meridionale, di proprietà della Delaware River Port Authority (DRPA).
Tra il 2007 e il 2011, sia il DRPA che il PennDOT, in collaborazione con l'autorità per la riqualificazione di Chester, hanno costruito una coppia di rampe di entrata e uscita che hanno permesso agli automobilisti, principalmente il traffico di autocarri pesanti, di accedere al Lungomare di Chester, attraverso la Pennsylvania Route 291 e Flower Street (via W. 9th Street (US 13)) dalla I-95.
Il ponte sostituì il Chester-Bridgeport Ferry, un servizio di traghetti che, prima dell'apertura del ponte nel 1974, era l'unico mezzo per attraversare il fiume Delaware dalla contea di Delaware, in Pennsylvania, alla contea di Gloucester, nel New Jersey. Inaugurato nel febbraio 1974, è costato circa 115 milioni di dollari.